# Pokorn
Pokorn je priimek več znanih Slovencev:
- Alenka Klabus Pokorn?, prevajalka
- Avgust Pokorn, lingvist
- Danilo Pokorn (1924—2003), muzikolog
- Darko Pokorn (*1957), grafični oblikovalec, član Novega kolektivizma in NSK
- Dražigost Pokorn (1941—2009), zdravnik, nutricionist
- Franc Pokorn (1861—1940), arhivar in zgodovinar
- Jalen Pokorn (*1979), nogometaš
- Jože Pokorn  (1904—1972), ekonomist, finančni stokovnjak, univ. prof.
- Jožef Pokorn (1912—1943), rimskokatoliški duhovnik
- Jožica Pokorn (*1942), mikrobiologinja, živilska tehnologinja
- Jurij Pokorn (*1937), gospodarstvenik
- Marko Pokorn (*1966), zdravnik pediater-infektolog; TV-scenarist, komediograf
- Mirko Pokorn (1905—1942), zdravnik
- Nike Kocijančič Pokorn (*1967), prevodoslovka, prof. FF UL
- Peter Pokorn (1939—2016), arhitekt in fotograf
- Vilma Pokorn (1927—2009), zdravnica pediatrinja